# Rilakkuma

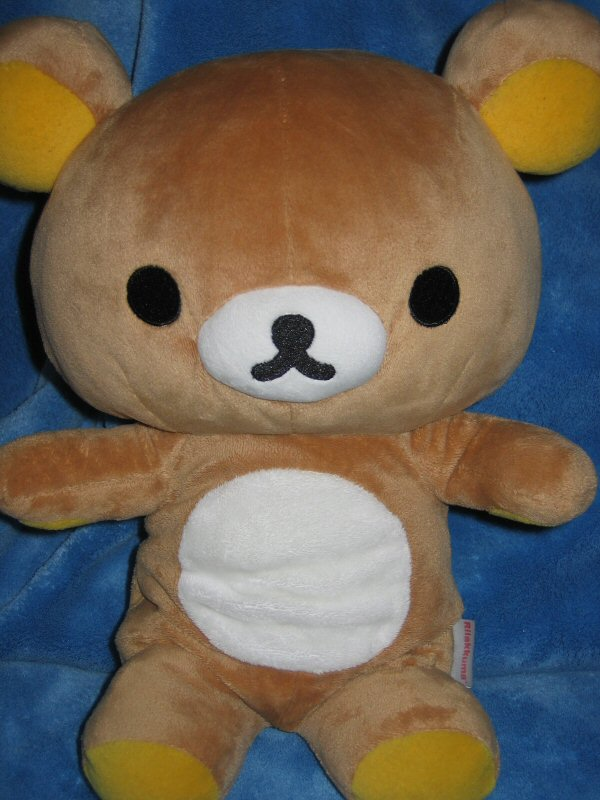
Thú nhồi bông Rilakkuma

Rilakkuma (リラックマ Rirakkuma) là nhân vật giả tưởng được sản xuất bởi công ty Nhật Bản San-X và được sáng tạo bởi nhân viên của công ty Kondo Aki. Các công ty như Re-Ment đã hợp tác với San-X để phát hành những sản phẩm liên quan tới Rilakkuma. Rilakkuma xuất hiện trên các vật phẩm như văn phòng phẩm, bát đĩa, ba lô và thú nhồi bông. Một sê-ri gốc của Netflix dựa trên nhân vật này với tiêu đề  Rilakkuma và Kaoru  được công chiếu trên toàn cầu vào ngày 19 tháng 4 năm 2019.

## Bối cảnh
Công ty San-X yêu cầu các nhân viên phải có nghĩa vụ tạo ra một nhân vật dễ thương mỗi tháng. Kondo nhớ lại, sau khi xem một chương trình truyền hình về những chú chó, cô mong muốn sở hữu một con thú cưng vì lúc đó cô rất bận rộn với công việc và hy vọng có một cuộc sống thư thả hơn. Rilakkuma là hiện thân cho mong muốn của cô ấy.
Rilakkuma ra mắt vào năm 2003. Rilakkuma và Tarepanda, một nhân vật khác của công ty San-X, được mô tả là "những cú hit lớn tại Nhật Bản" theo  The New York Times. Tháng 5 năm 2010, Rilakkuma được xếp hạng là nhân vật nổi tiếng thứ năm tại Nhật Bản trong một cuộc khảo sát về nhân vật yêu thích của Character Databank.

## Lịch sử và các sản phẩm
Rilakkuma và những người bạn của cậu lần đầu tiên xuất hiện trong một loạt sách ảnh có tên Rilakkuma Seikatsu (tạm dịch: Đời sống của Rilakkuma) do San-X sản xuất, nhưng những nhân vật này cũng trở nên phổ biến nhờ thú nhồi bông và các bức tượng, và San-X thường phát hành ba bộ chủ đề trở lên bao gồm thú nhồi bông, bát đĩa, áp phích, túi xách, trang sức và hàng hóa liên quan mỗi năm. Trong sách ảnh, Rilakkuma thường mặc nhiều loại trang phục, chẳng hạn như trang phục Kappa, những trang phục luôn được mặc ngoài trang phục gốc của cậu.
San-X có một số cửa hàng Rilakkuma chuyên dụng trên khắp Nhật Bản. Vào tháng 9 năm 2017, Aliquantum International (AQI) trở thành nhà phân phối độc quyền các sản phẩm của San-X ở Bắc Mỹ và San-X, hợp tác với Aliquantum International, đã mở một cửa hàng pop-up tạm thời Rilakkuma ở Florida, Hoa Kỳ. A second U.S. pop-up opened in New York City's Times Square September 2018.
Vào tháng 7 năm 2009, Bandai đã phát hành phiên bản độc quyền phiên bản máy tính xách tay có chủ đề Rilakkuma.
Từ 2 tháng 8 năm 2013 đến ngày 16 tháng 9 năm 2013, công ty San-X đã hợp tác với ENJOY! BASMENT DINING để xây dựng một quán cà phê theo chủ đề Rilakkuma ở Harajuku. San-X và Tower Records đã cộng tác nhiều lần, phát hành những sản phẩm đặc biệt của Tower Records theo chủ đề Rilakkuma và vận hành các quán cà phê Rilakkuma tại Tower Records vào năm 2016, 2017 và 2018.
Một loạt phim hoạt hình stop motion với tiêu đề Rilakkuma và Kaoru bắt đầu phát trực tuyến trên Netflix vào ngày 19 tháng 4 năm 2019. Bộ phim được sản xuất bởi Dwarf Studio, studio trước đây đã sản xuất phim hoạt hình stop-motion Domo-kun. Phim được đạo diễn bởi Kobayashi Masahito và được biên kịch bởi Ogigami Naoko, với Tabe Mikako lồng tiếng nhân vật Kaoru bằng tiếng Nhật và Lana Condor lồng tiếng nhân vật Kaoru bằng tiếng Anh.

## Nhân vật
Tên của Rilakkuma là sự kết hợp của リラックス rirakkusu, phiên âm tiếng Nhật của từ tiếng Anh "relax" (thư giãn), và クマ(熊） kuma, từ tiếng Nhật có nghĩa là "gấu". Cậu ta là một con gấu mềm, giống như đồ chơi, sở thích là ngủ và ăn, mặc dù những đặc điểm này được khắc họa tích cực, với người hâm mộ và người tiêu dùng được khuyến khích, ít nhất đôi khi, mô phỏng Rilakkuma như một cách chữa trị hoặc điều trị căng thẳng. Trên lưng cậu ấy có một khóa kéo mà khi mở ra cho thấy một chất liệu họa tiết chấm bi màu xanh nhạt. Trong lễ kỷ niệm 15 năm của Rilakkuma vào năm 2018, San-X đã tiết lộ rõ ràng mục đích của khóa kéo này: phần thân dưới của Rilakkuma thực tế là một きぐるみ kigurumi, hoặc trang phục linh vật (San-X đã gợi ý điều này trước đây khi minh hoạ Rilakkuma với "trang phục Rilakkuma" treo trên dây phơi quần áo gần cậu ta). Kể từ đó, Rilakkuma được minh hoạ đi mua hoặc giặt các loại trang phục, bao gồm một phiên bản mùa đông và một phiên bản khóa kéo đôi đặc biệt, hay một phiên bản W-Zip. Không rõ Rilakkuma trông như thế nào bên trong bộ trang phục, nhưng vì cậu ta có thể chớp mắt, ăn, ngáp và nói chuyện, nên ít nhất có thể cậu ta có đầu thật. Trong phim Rilakkuma và Kaoru trên Netflix, Rilakkuma sống cùng với nữ văn phòng Kaoru trong căn hộ của cô, nhưng không đề cập cậu ta xuất hiện từ đâu và như thế nào.

## Mối quan hệ
Trên các phương tiện truyền thông ban đầu, Rilakkuma và bạn bè (ngoại trừ Chairoikoguma và những người bạn ong của cậu ta) sống cùng Kaoru (カオル), một nữ văn phòng Nhật Bản. Cô được nhắc đến trong những tập truyện ngắn do San-X phát hành để đi kèm với các bản phát hành dòng đồ chơi mới Rilakkuma, và chưa bao giờ được miêu tả trong những sản phẩm liên quan.
Rilakkuma thường đi cùng với bạn của cậu là Korilakkuma (コリラックマ). Rilakkuma là chú gấu màu nâu, còn Korilakkuma là cô gấu màu trắng. Rilakkuma có khoá kéo trên lưng, còn Korilakkuma sở hữu một nút màu đỏ trên ngực, cho thấy rằng, giống như Rilakkuma, cô cũng đang mặc bộ trang phục bên ngoài. Cũng như Rilakkuma, một ngày nọ, Korilakkuma xuất hiện tại nhà của Kaoru và Kiiroitori đặt tên cho cô gấu là Korilakkuma vì cô giống Rilakkuma phiên bản nhỏ (小／子／仔 ko nghĩa là "nhỏ bé, con nít, non (động vật)" trong tiếng Nhật); tên của cô ấy cũng là một cách chơi chữ trong tiếng Anh, gợi ý từ "co-relax". Tính cách của Korilakkuma đối lập với Rilakkuma, Korilakkuma tràn đầy sức sống và rất tinh nghịch. 
Korilakkuma hay lợi dụng bản tính dễ dãi của Rilakkuma bằng cách chơi khăm cậu ta khi cậu ta đang ngủ; hay các trò đùa phổ biến bao gồm vẽ trên mặt và bụng của Rilakkuma, đeo tai nghe cho Rilakkuma, lái đồ chơi điều khiển từ xa tông vào Rilakkuma và khâu các mảng vải màu kỳ lạ lên trang phục của Rilakkuma. Mặc dù vậy, Korilakkuma luôn có mối quan hệ tốt với Rilakkuma và hai người được mô tả là bạn rất thân của nhau. Mặc dù đôi khi cô được ngụ ý là còn quá con nít để nói, nhưng Korilakkuma dường như luôn biết những gì người khác đang nói, và Korilakkuma đôi khi được miêu tả trong truyện tranh và minh họa bằng bong bóng thoại đơn giản.
Mặc dù đôi khi cô được ngụ ý là quá trẻ để nói, nhưng Korilakkuma dường như luôn biết những gì người khác đang nói, và Korilakkuma đôi khi được miêu tả trong truyện tranh và minh họa bằng bong bóng lời nói đơn giản.
Kiiroitori sống tại nhà của Kaoru và là thú cưng của cô ấy. Tên của cậu (キイロイトリ, xuất phát từ từ 黄色い鳥 kiiroi tori) chỉ đơn giản có nghĩa là một con gà màu vàng trong tiếng Nhật, dù thỉnh thoảng cậu được mô tả là "con gà mũi heo" ở ngoài Nhật Bản. Kiiroitori sống trong một cái lồng chim nhưng có thể ra vào cái lồng này theo ý của mình. Kiiroitori có tính cách đối lập với Rilakkuma ở nhiều mặt, thể hiện bản chất chăm chỉ và tình yêu với việc dọn vệ sinh.
Năm 2016, một chú gấu nâu sẫm màu và nhỏ hơn có tên là Chairoikoguma được giới thiệu trên Twitter. Korilakkuma gặp cậu ta khi cô đang trong kì nghỉ cùng Rilakkuma và Kiiroitori ở Khu rừng mật ong. Sau đó, Kiiroitori đã đặt tên cho cậu ta là Chairoikoguma (チャイロイコグマ; 茶色い仔熊／小熊 chairoi koguma, nghĩa là “gấu con nâu” trong tiếng Nhật). Tuy Rilakkuma và Chairoikoguma có chung một thiết kế, nhưng ngoại hình của chúng khác nhau ở một số điểm: Chairoikoguma có răng nanh, lông trắng trên ngực và dấu hình gấu được vẽ bằng mật ong ở lòng bàn chân và sau mông. Hơn nữa, không giống như Rilakkuma và Korilakkuma, đôi mắt của Chairoikoguma được miêu tả là sáng và lấp lánh chứ không đục mờ, và có vẻ Chairoikoguma không mặc trang phục (cậu ta không có nút hay dây kéo), cho thấy cậu ta hoang dã hơn và có lẽ là một con gấu "thực sự". Chairoikoguma thường đi bằng bốn chân, dù cậu ta có khả năng đi bằng hai chân, và thường đi cùng với một con ong mật mặt gấu chưa được đặt tên. Kể từ khi được giới thiệu, Chairoikoguma nhiều lần xuất hiện cùng Rilakkuma, Korilakkuma và Kiiroitori trong các sản phẩm chính thức. Câu khẩu hiệu của cậu ta là ガオ gao, một từ tượng thanh tiếng Nhật để gầm, và cậu ta hét lên như vậy mỗi khi anh ta bị ai nhìn.

## Sách tranh ảnh
- Rilakkuma Seikatsu - Daradara Mainichi no Susume (Kondou Aki, tháng 3 năm 2004)
- Dararan Biyori - Rilakkuma Seikatsu 2 (Kondou Aki, tháng 11 năm 2004)
- Tori Dayori - Rilakkuma Seikatsu 3 (Kondou Aki, tháng 5 năm 2005)
- Kuma Goyomi - Rilakkuma Seikatsu 4 (Kondou Aki, tháng 9 năm 2006)
- Utatane Kibun - Rilakkuma Seikatsu 5 (Kondou Aki, tháng 9 năm 2007)
- Bonyari Kinenbi - Rilakkuma Seikatsu 6 (Kondou Aki, tháng 8 năm 2008)
- Yanwari Jozu - Rilakkuma Seikatsu 7 (Kondou Aki, tháng 10 năm 2010)

## Sách nhãn dán
- Rilakkuma Daradara Shiiru Bukku (Kondou Aki, tháng 11 năm 2004)
- Rilakkuma Dara Pika Shiiru Bukku (Kondou Aki, tháng 5 năm 2005)
- Rilakkuma Gorogoro Shiiru Bukku (Kondou Aki, tháng 9 năm 2006)
- Rilakkuma Howa Pika Shiiru Bukku (Kondou Aki, tháng 9 năm 2007)
- Rilakkuma Nohohon Shiiru Bukku (Kondou Aki, tháng 8 năm 2008)
- Río Kku A Darádará Shiiru Bukk (Aki Konduo, tháng 8 năm 2017)

## Trò chơi
- Rilakkuma na Mainichi (Công ty Rocket, Game Boy Advance, tháng 4 năm 2005)
- Rilakkuma ~ ojamashitemasu 2 Shuukan ~ (Interchannel, PlayStation 2, tháng 9 năm 2005)
- Watashi no Rilakkuma (Công ty Rocket, Nintendo DS, tháng 4 năm 2007)
- Chokkan Asonde Rilakkuma (Smilesoft, Nintendo DS, tháng 9 năm 2008)
- Rilakkuma Minna de Goyururi Seikatsu (MTO, Nintendo Wii, tháng 3 năm 2009)
- Norinori Rilakkuma Hit Song Ongaku (Smilesoft, Nintendo DS, tháng 12 năm 2010)
- LINE Rilakkuma Loop (LINE, {Android, ios} 2016)

## Sê-ri phim truyền hình
- Rilakkuma và Kaoru (Netflix, ngày 19 tháng 4 năm 2019)

## Thư viện ảnh

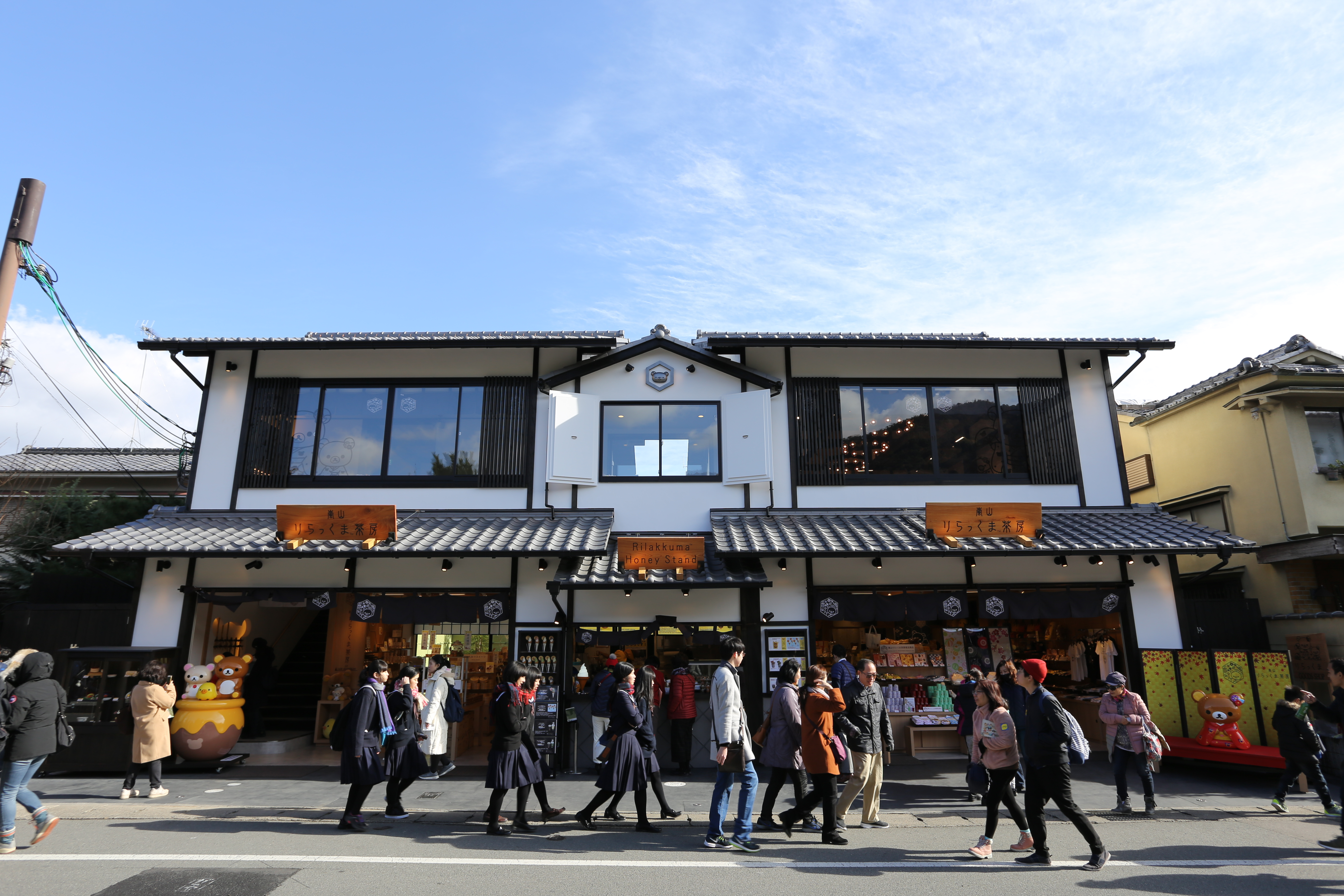
Quán cafe chủ đề Rilakkuma ở Arashiyama
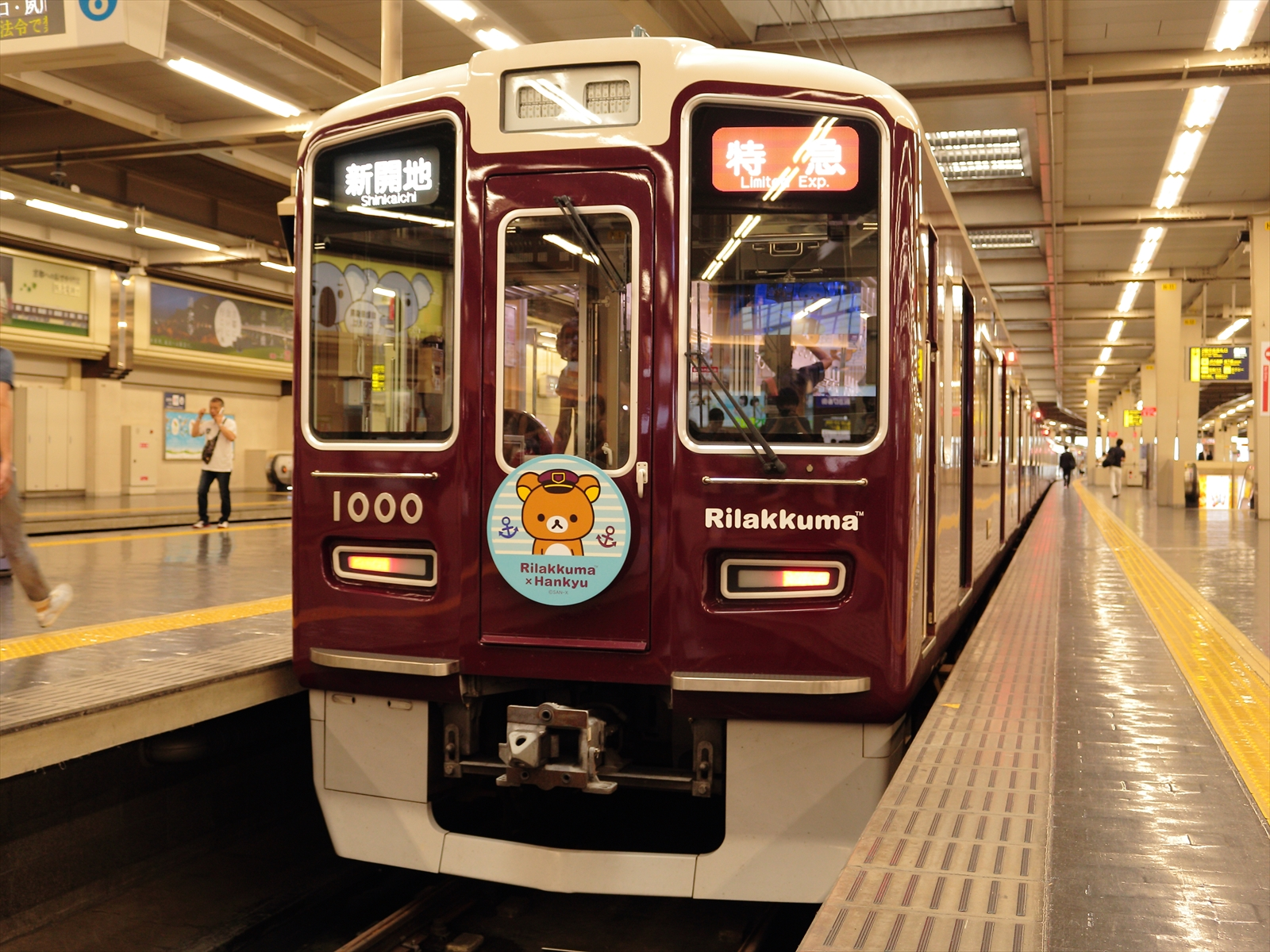
Chuyến tàu Hankyu 1000 với chủ đề Rilakkuma
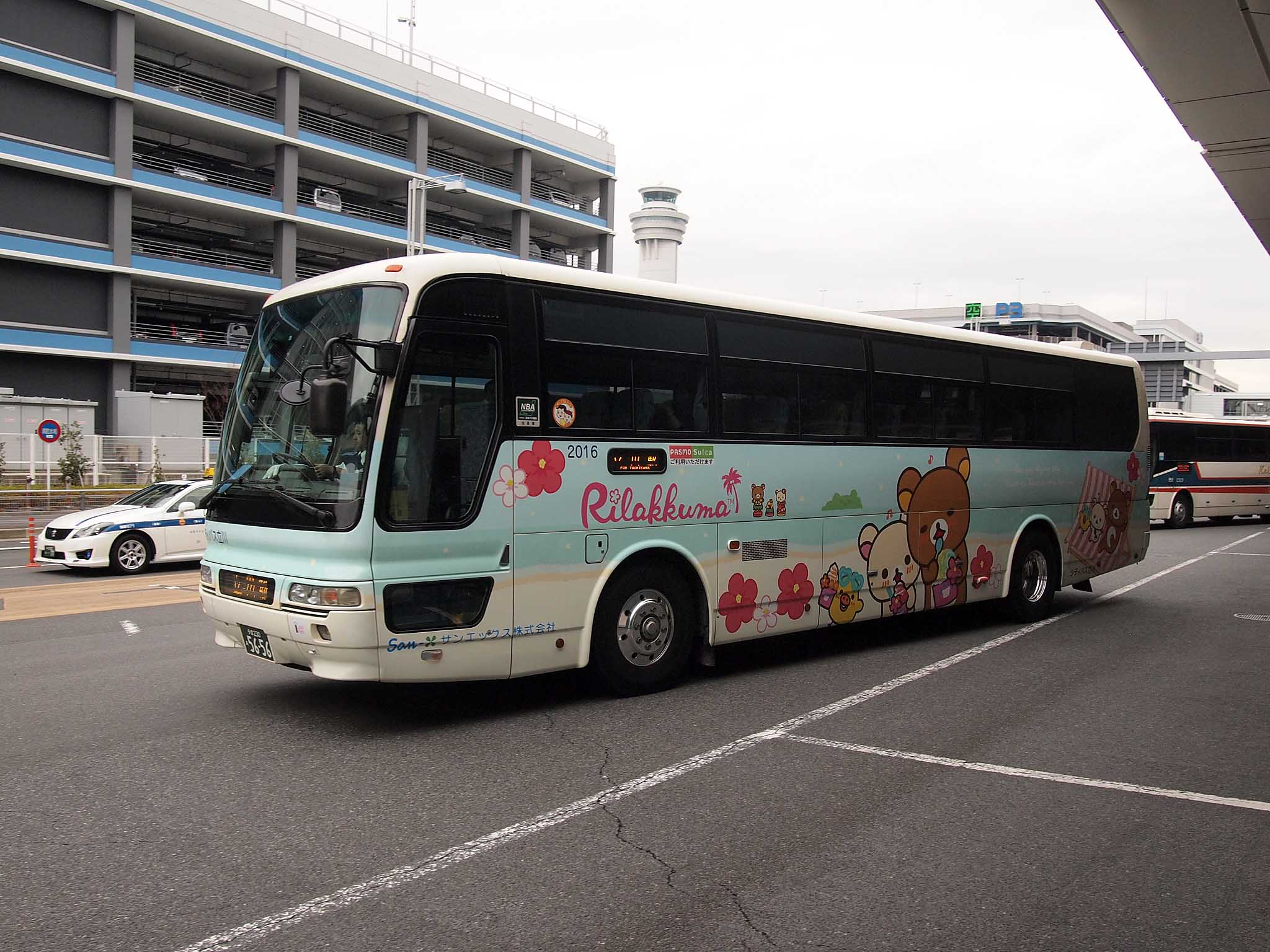
Chuyến xe buýt thành phố Tachikawa với chủ đề Rilakkuma vào năm 2016